# Luhtasaari (ö i Päijänne-Tavastland, Lahtis, lat 61,56, long 26,16)
Luhtasaari är en ö i Finland. Den ligger i sjön Jääsjärvi och i kommunen Gustav Adolfs i den ekonomiska regionen  Lahtis ekonomiska region  och landskapet Päijänne-Tavastland, i den södra delen av landet, 170 km norr om huvudstaden Helsingfors. Öns area är 1 hektar och dess största längd är 190 meter i nord-sydlig riktning.